# 匈牙利希臘禮天主教會

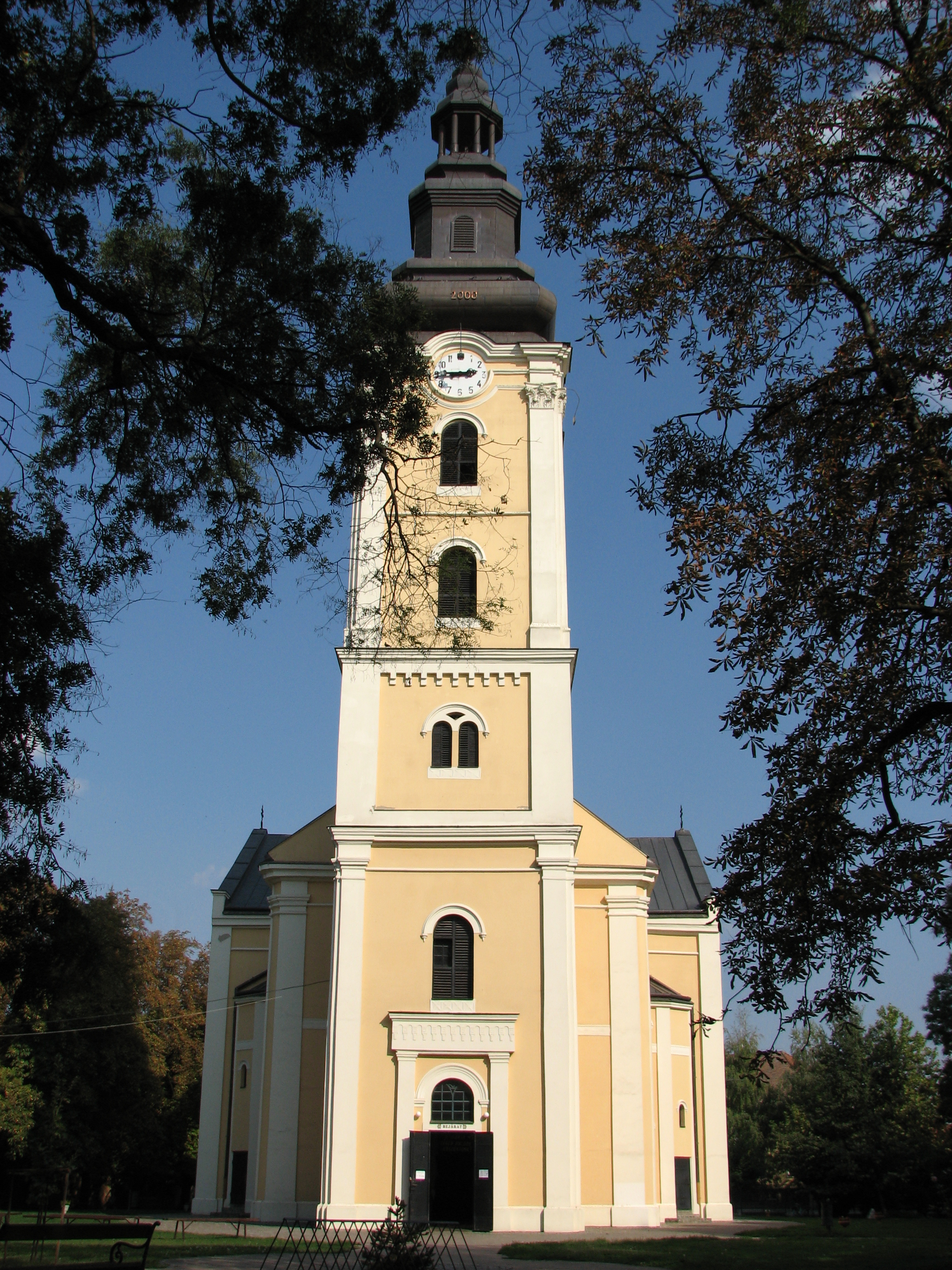
豪伊杜多羅格主教座堂

匈牙利希臘禮天主教會（匈牙利語：Magyar Görög Katolikus Egyház、英語：Hungarian Greek Catholic Church、拉丁語：Hungarian Ecclesiae Graecae Catholicae）是天主教會的一部分，為拜占庭禮儀式傳統的一個分支，是東儀天主教會的23個成員之一。該教會是完全與教宗共融的，而它是直屬羅馬教廷。現在在匈牙利設立東方禮總教區和教區。

## 歷史

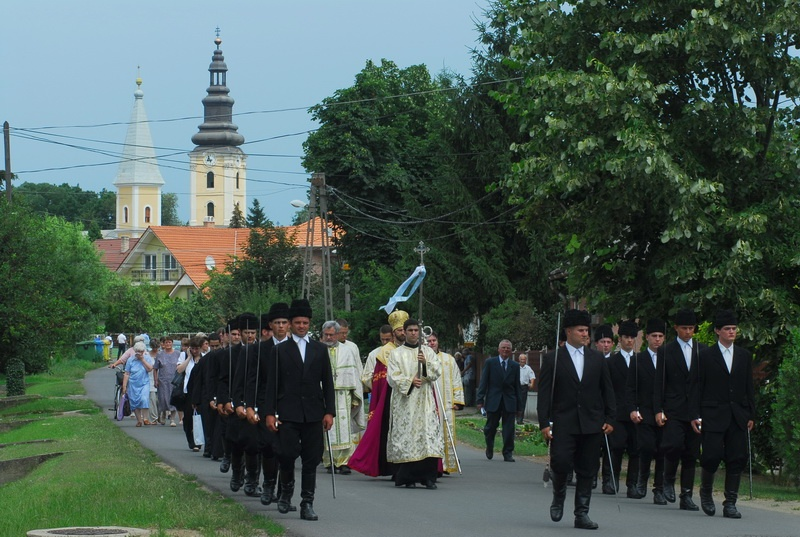
豪伊杜多羅格教區的信徒在上街遊行

### 教會早期
匈牙利希臘禮天主教徒最初集中在現在的匈牙利東北部。在歷史上，這地區是由喀爾巴阡山脈（羅塞尼亞人和羅馬尼亞人）遷來居住的東正教徒。一些塞爾維亞人為了逃避奥斯曼帝國的統治，而來到當時的匈牙利。但他們大部分停留的地區，都是現在的塞爾維亞領土。後來，於1683年的維也納之戰和於1686年的布達地區的戰爭，成功防止奥斯曼帝國的入侵。羅塞尼亞人和斯洛伐克人就定居在匈牙利廢棄的土地上。而他們由魯塞尼亞禮天主教穆卡切沃教區所牧養的。在18世紀，許多匈牙利東正教信徒改宗天主教，但他們仍保留拜占庭禮，而不是改用拉丁禮。

### 使用匈牙利語
及後，拜占庭禮匈牙利人開始使用匈牙利語，作為他們在禮儀中使用的語言。更有人在1795年，研究及發表，翻譯了的聖金口若望的禮儀。於1868年，58個使用匈牙利語的堂區舉行會議，並且成立一個組織，以促進在禮儀中使用匈牙利語，及要求建立一個獨立的教區。在沒有天主教會正式的批准下，在1882年出版，並開始實際使用聖金口若望的匈牙利語翻譯禮儀。而在這不久之後，其他的禮儀文本也被翻譯為匈牙利語。

### 設立教區
最後，教宗庇護十世在1912年6月8日，將162個使用匈牙利語的拜占庭禮堂區，組成匈牙利希臘禮天主教豪伊杜多羅格教區。 但教宗要求在三年的時間內，改變語言的使用。包括限制在非禮儀職能上，使用匈牙利語。並要求神職人員左禮儀中使用希臘語。後來，由於第一次世界大戰的爆發，使這個語言政策被無限期遲，教區還可以繼續使用匈牙利語。

### 一戰後

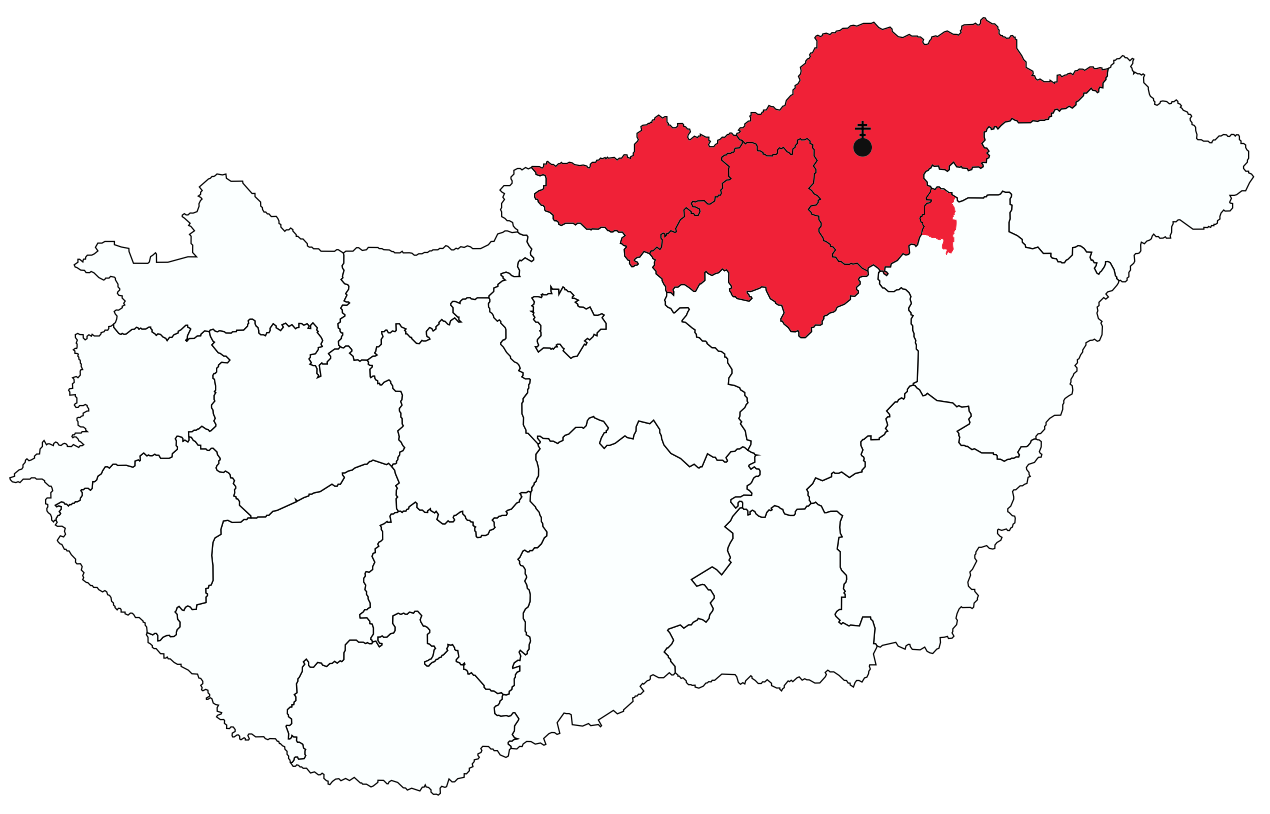
米什科爾茨宗座代牧區管轄範圍圖

在第一次世界大戰後，奧匈帝國分裂，國家領土減少，豪伊杜多羅格教區管理面積也減少，堂區由戰前的168個減少至90個。而在匈牙利境外的，有21個堂區在捷克斯洛伐克由斯洛伐克希臘禮天主教普雷紹夫總教區牧養，也有一個堂區位於烏克蘭由魯塞尼亞禮天主教穆卡切沃教區牧養。於1924年6月4日，這些堂區再度合併為新的宗座代牧區，它名為米什科爾茨宗座代牧區。而代牧區成立的理由，是因為這時候他們還在禮儀中使用斯拉夫語，同當時代牧區是由魯塞尼亞禮天主教會所牧養現在他們已經改為匈牙利希臘禮天主教會的一部分。
在匈牙利境內，豪伊杜多羅格教區的管理範圍是與拉丁禮的埃格爾總教區和布達佩斯總教區平分的。在1980年7月17日，教區的管理範圍擴展至匈牙利大部分地區。2015年3月20日，教會獲得自治地位。
少數匈牙利希臘禮天主教徒移民到北美洲生活。他們組成數個堂區。在美國由魯塞尼亞希臘禮天主教會匹茲堡教省所牧善，而在加拿大由烏克蘭希臘禮天主教會教區所牧善。2015年3月20日，米什科爾茨宗座代牧區升為教區，及從豪伊杜多羅格教區分出成立尼賴吉哈佐教區。而豪伊杜多羅格教區則升格為總教區，該教會成為自治教會。

## 現況

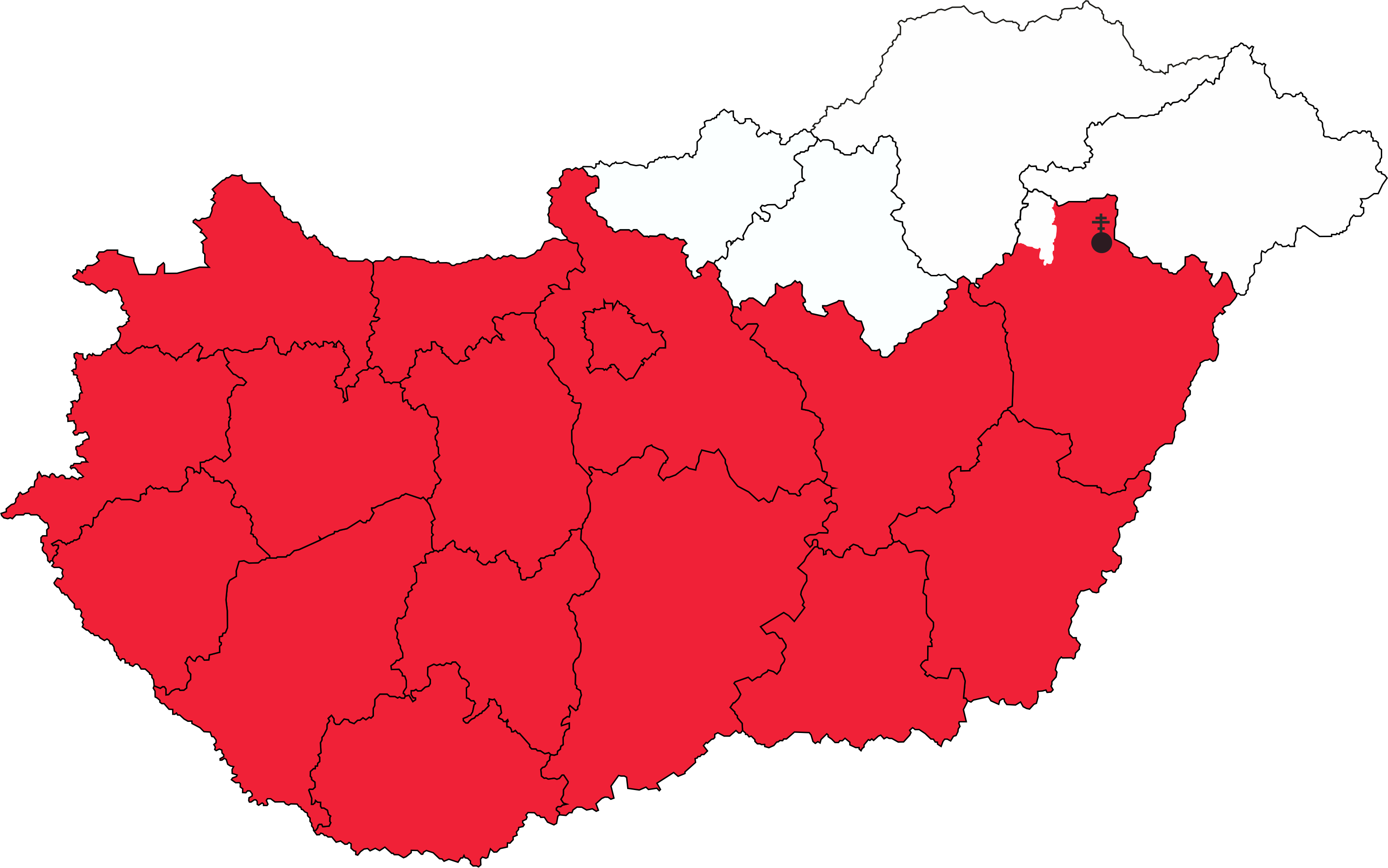
豪伊杜多羅格教區管轄範圍

現時，匈牙利希臘禮天主教會教座位於匈牙利豪伊杜多羅格。在匈牙利設立了一個東方禮總教區和兩個教區。教會有約262名神職人員，設立了187個堂區和326.200名信徒。現在該教會主要使用匈牙利語，作為禮儀中的主要語言。

## 教省
- 匈牙利希臘禮天主教豪伊杜多羅格總教區
  - 匈牙利希臘禮天主教米什科爾茨宗座代牧區
  - 匈牙利希臘禮天主教尼賴吉哈佐教區

## 外部連結
- 匈牙利拜占庭禮天主教徒 - 歷史回顧
- 匈牙利希臘禮天主教會官方網站 （页面存档备份，存于）
- 東儀天主教牧民協會南加州匈牙利希臘禮天主教會 （页面存档备份，存于）
- 天主教會